# 古洞水塘

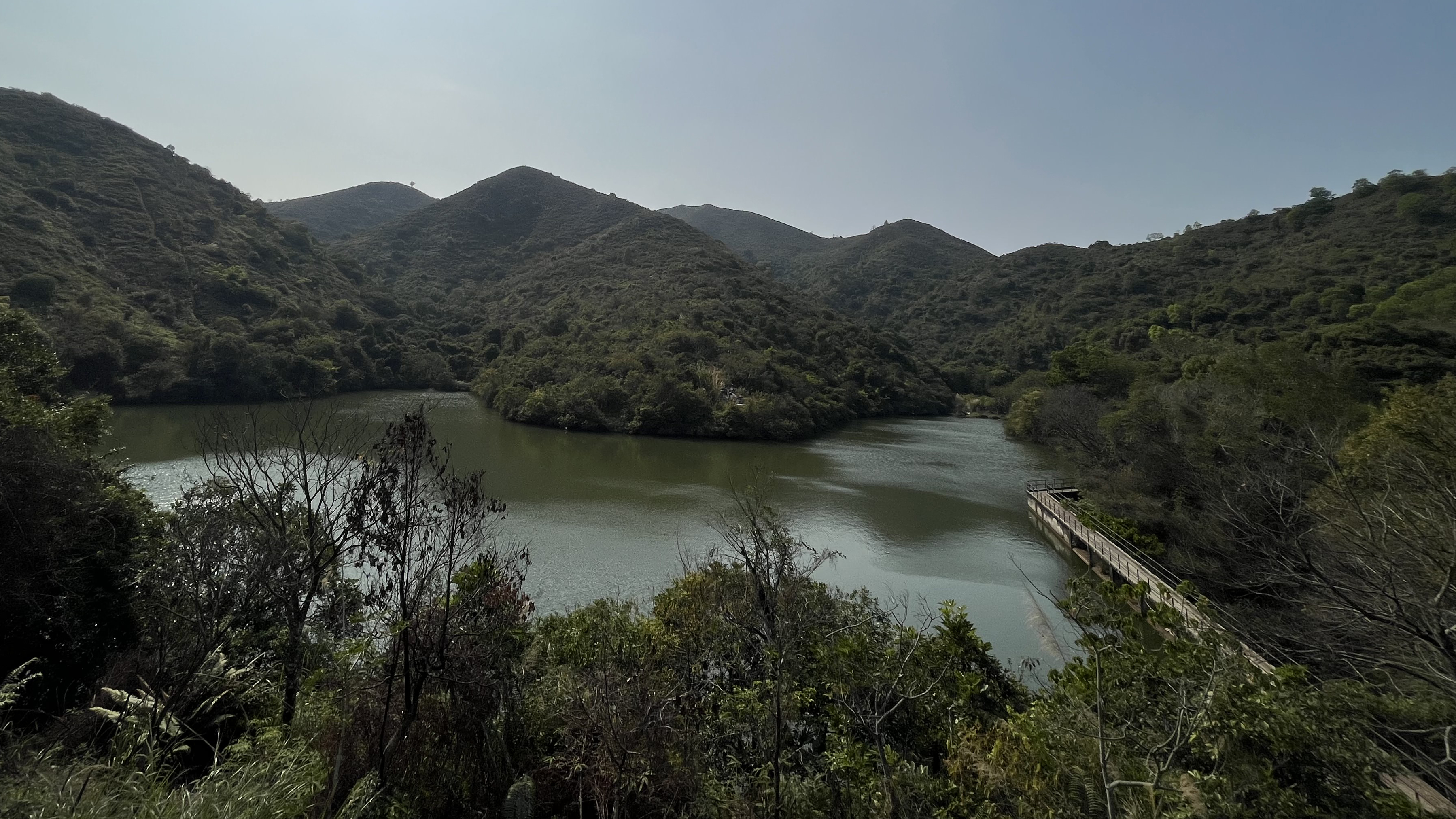
古洞水塘

古洞水塘（英語：Kwu Tung Reservoir），是一個位於香港新界北區古洞的水庫，原先作為灌溉用途，現時改為救火用途，1961年11月23日投入使用，由大埔理民官陸端主持剪綵禮。古洞水塘斥資近百萬港元興建，工期八個餘月，容水量約5000立方米，實為130萬加侖。由於形狀似心形，也被稱為「心形湖」。

## 歷史
在古洞水塘建成前，曾建有古洞坑水塘，由何東的麥夫人創建，但已崩塌三十餘年。1956年，港英政府為新界各村發動興建水利工程，經過古洞村向大埔理民府申請興建後，於1960年7月開始動工，至1961年10月完工，11月23日投入使用並舉行剪綵禮。